# Pycnopeziza
Pycnopeziza is een geslacht van schimmels uit de familie Sclerotiniaceae. De typesoort is Pycnopeziza sympodialis.

## Soorten
Volgens Index Fungorum telt het geslacht vijf soorten (peildatum maart 2023):
| Soortnaam                                        | Auteur(s)                                       | Publicatiejaar |
| ------------------------------------------------ | ----------------------------------------------- | -------------- |
| Pycnopeziza americana                            | (Nag Raj) W.J. Li & K.D. Hyde                   | 2020           |
| Pycnopeziza pachyderma (Eikenbladstromabekertje) | (Rehm) W.L. White & Whetzel                     | 1940           |
| Pycnopeziza quisquiliaris                        | (Ellis & Everh.) W.L. White & Whetzel           | 1938           |
| Pycnopeziza sejournei                            | (Boud.) Whetzel & W.L. White                    | 1940           |
| Pycnopeziza sympodialis                          | (Bubák & Vleugel ex Bubák) W.L. White & Whetzel | 1938           |